# استان کانگایو
استان کانگایو (به اسپانیایی: Provincia de Cangallo) یک استان در پرو است که در منطقه آیاکوچو واقع شده‌است. استان کانگایو ۱۹۱٬۶۱۷ کیلومتر مربع مساحت و ۳۶٬۹۷۷ نفر جمعیت دارد و ۲٬۵۷۷ متر بالاتر از سطح دریا واقع شده‌است.